# Letters van Claudius

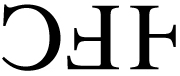
Letters van Keizer Claudius

Voordat hij als keizer aantrad, ontwierp Claudius (10 v.Chr. – 54) drie nieuwe letters, die korte tijd gebruikt werden in enkele officiële documenten. Na de dood van de keizer vielen ze geheel in onbruik.
Deze letters zijn:
- Een achterstevoren geschreven "C", om de lettercombinatie "BS" of "PS" te vervangen, zoals de Griekse letter Ψ (psi).
- Een omgedraaide "F", om de Latijnse letter "V", die op dat moment zowel de klinker "u" als de medeklinker "v" aanduidde te kunnen differentiëren (de nieuwe letter zou gebruikt worden om een als medeklinker gebruikte "V" aan te duiden)
- Een afgekapte "H", die een klinker voorstelde: waarschijnlijk bedoeld om de Griekse Υ (ypsilon) te translitereren, en/of om een klank tussen "i" en "u" weer te geven. Op dat moment bestond de "Y" nog niet in het Latijnse alfabet.